# Esfir Iljinitschna Schub

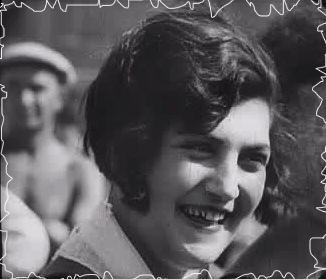
Esfir Shub

Esfir Iljinitschna Schub (russisch Эсфирь Ильинична Шуб), auch bekannt als Esther Schub (* 4. Märzjul. / 16. März 1894greg. in Surasch, Gouvernement Tschernigow, Russisches Kaiserreich; † 21. September 1959 in Moskau) war eine sowjetische Filmregisseurin und gilt als eine Pionierin des Kompilationsfilms.

## Leben
Bekanntheit erlangte sie 1927 durch den Film „Padenije dinastii Romanowych“ (Der Fall der Dynastie Romanow) zum 10. Jahrestag der russischen Februarrevolution. Sie fügte altes, zum Teil verwahrlostes Archivmaterial aus der Zeit der Zarenherrschaft zu einem Dokumentarfilm zusammen. Nicht mehr verwendbares Material ersetzte sie durch neue, selbstgedrehte Szenen, um einen gesamtheitlichen Eindruck vermitteln zu können. Auf diesen Film folgten zwei weitere Kompilationsfilme: „Der große Weg“ (1927) und „Leo Tolstoi und das Russland Nikolaus II.“ (1928)

## Filmografie
- „Padenije dinastii Romanowych“ (Der Fall der Dynastie Romanow), 1927
- „Weliki put“ (Der große Weg), 1927
- „Rossija Nikolaja II i Lew Tolstoi“ (Leo Tolstoi und das Russland Nikolaus II.), 1928
- „Sewodnja“ (Heute), 1929
- „Ispanija“ (Spanien), 1939
- „Kino sa XX let“, 1940